# 謎之屋
《謎之屋》是1980年由美國羅伯塔·威廉斯和肯·威廉斯兩夫婦設計、在Apple II上運作的一款冒險遊戲。《謎之屋》是世界上第一款有圖像，而非純文字畫面的冒險遊戲，也是美國On-Line Systems公司（现為雪樂山公司）發行的第一款電子遊戲。

## 玩法

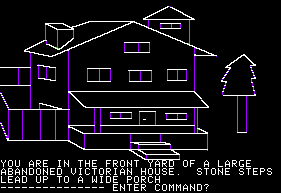
遊戲中的神秘豪宅外觀

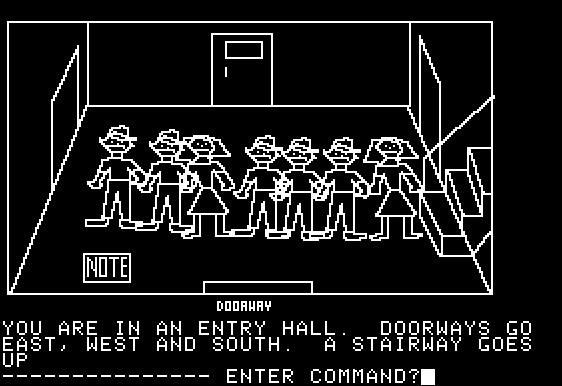
遊戲中的七名角色。遊戲圖像以主角的第一人稱視角繪製，故主角不在畫面內

在這款遊戲中，玩家扮演的角色進入一座維多利亞時代的神秘豪宅，試圖尋找隱藏在其中的寶藏。另外還有七名和主角抱有同樣目的角色，分別是屠夫Bill、廚師Daisy、外科醫生Green、掘墓人Joe、裁縫師Sally、機械師Sam、水管工Tom。但尋寶隊伍被困在大宅中，並發生了連續殺人案。玩家必須找出兇手並試圖脫困。
《謎之屋》的玩法類似閱讀小說，由電腦給出圖像及文字敘述玩家角色當前的狀況，而玩家需要輸入簡單的指令，例如「往北方」（NORTH）、拿蘋果（GET APPLE），以推進遊戲劇情的發展。玩家可以探尋遊內給予的各種線索，並推理出連續殺害尋寶隊伍的犯人是誰。玩家需要借助遊戲中的各種工具，維持照明、調查房屋內的機關、檢查被殺害的角色屍體、甚至能夠使用工具殺害其他角色。隨著玩家的不同選擇，玩家角色可能找到寶藏及凶手、成功逃脫，或是死於非命，有著多樣的結局。

## 開發
1979年，羅貝妲·威廉斯當時是個家庭主婦，在家從事家務及照顧孩子。其夫肯·威廉斯創立了一家名為On-Line Systems的電腦軟體公司，當時Apple II電腦剛發行，肯認為Fortran編譯器有市場需求，遂進行該類軟體開發的作業。某日、肯將一台TRS-80電腦帶回家，該電腦與肯的生意同伴的電腦有連線。羅貝妲藉此接觸到了名為《巨洞冒險》的文字冒險遊戲，這款遊戲是最早的冒險遊戲。羅貝妲對此深感著迷，並嘗試尋找和《巨洞冒險》類似的電子遊戲，卻一無所獲，於是起了自己來創作電子遊戲的念頭。
羅貝妲在廚房的餐桌上構思遊戲劇情，並用紙筆將其記錄下來。她參考英國小說家阿加莎·克里斯蒂的著作《一個都不留》和紙上遊戲《妙探尋兇》，以作為故事的參考。她希望能夠有個很棒的故事、而且要讓玩家認為是在玩遊戲。她也想要讓故事發展不要過於直線，希望能夠讓劇情能夠隨著玩家的選擇不同而有多樣的結果。羅貝妲花了一個月完成她的故事，但是程式設計不是她的專業領域。某天，她和丈夫出去吃晚餐時試圖說服她協助製作這款遊戲，而肯放棄了Fortran編譯器的開發轉而協助妻子。兩人決定要在遊戲加入圖像的要素，這款遊戲僅有70張簡單的圖像構成，羅貝妲使用一款名叫VersaWriter的平板電腦繪製圖形，肯則是藉由Apple II電腦的性能以支持圖像與文本的運作。。由於此遊戲有圖像，因此威廉斯夫婦在遊戲文本大幅省略場景的敘述。兩人將完成的遊戲用塑膠套包好、親自送到電腦店販賣。《謎之屋》在1980年5月發售，當時的價格是一套25.95美元，共賣出了大約8萬套。在日本賣出大約5萬套。
1982年，日本Star Craft公司發行《謎之屋》的加強版本，遊戲的畫面品質較原版更加真實，運作平台分別為FM-7和PC-6001 。日本MicroCabin公司同年發行了同名的電子遊戲，但和威廉斯夫婦設計的《謎之屋》沒有關係。
1987年，雪樂山公司為了慶祝他們創立七周年，將《謎之屋》轉為公有領域。

## 評價與影響
《謎之屋》是世界上第一款圖像冒險遊戲，在此之前的冒險遊戲都是純文本。此作引起了冒險遊戲視覺化的開始。從此2D平面圖像成為冒險遊戲開發的主流，遊戲製作人嘗試用各類圖像配合文字加強玩家對遊戲劇情的體驗。冒險遊戲在日本是相當受到喜好的電子遊戲類型，《謎之屋》是早期發行於日本的冒險遊戲，對日本冒險遊戲和視覺小說的發展皆有影響。
藉由《謎之屋》的銷售盈利，On-Line Systems公司從此轉型成為電子遊戲開發公司，逐漸擴大規模並推出許多電子遊戲。該公司不但推出圖形冒險遊戲，還是採用音效卡和顯示卡製作遊戲、推出光碟遊戲的先驅。對電子遊戲發展有重要的影響。
《謎之屋》的劇情和故事是能夠吸引人的主題。由於當時的技術限制，《謎之屋》的圖像簡單，類似兒童畫，顏色僅有黑白兩色。圖像和劇情能互相配合，玩家沉浸在調查殺人兇手的故事情節時，圖像給予玩家詭異的視覺感受，營造出一種毛骨悚然的氣氛。但圖像以主角主觀視點繪製，可能會讓玩家在遊戲舞台中迷路，分不清主角身在何處。遊戲的文本有缺陷、輸入指令的部分不盡完善。例如玩家輸入前往東邊（EAST)，進入一間浴室後，必須輸入去門邊（GO DOOR）才能離開，而不能輸入往西邊（WEST）。一些簡單的指令可能是無效的輸入，玩家可能要費心思考想要自己角色執行的動作有哪些同義詞，才能達到自己想要的行動。這些缺點都影響遊戲體驗，然而《謎之屋》作為人類第一款圖像冒險遊戲，仍有其歷史意義，是值得嘗試的電子遊戲。
1989年，雪樂山公司推出了《The Colonel's Bequest》，這遊戲繼承了《謎之屋》的部分要素，也添加了音樂及音效，在圖形及劇情設定上也有所強化。
2007年，GamePro網站將《謎之屋》排在歷來最重要電子遊戲排行榜中的第51位。

## 註解
1. ↑  文字翻译：“你在一栋废弃维多利亚豪宅的前院。石阶通向宽阔的门廊。 / 请输入指令。”
2. ↑  文字翻译：“你在门厅。向东、西、南前往门口。楼梯通往上层。 / 请输入指令。”

## 外部連結
- Mystery House Help（页面存档备份，存于）
- 謎之屋 (MobyGames)（页面存档备份，存于）